# Kali (hudebník)
Koloman Magyary, celým jménem Koloman Magyarok Nyilai, uměleckým jménem Kali (* 29. prosinec 1982) je slovenský rapper. Pochází z bratislavské části Petržalka.
Na hiphopové scéně působí od roku 2008. Své debutové album nazvané Pod maskou je pravda vydal v roce 2010. Tentýž rok vydal také album Na čo čakať. V roce 2011 pokračoval v práci na albu Konec je nový začátek. Kvůli finančním problémům mělo být toto album poslední, nicméně Magyarymu v této situaci pomohl Don Čičo.
Už po vydání alba Zlý Príklad v rozhovoru pro High-Life přiznal, že chce ukončit svou kariéru, že má v plánu další album a konečně dvojalbum Dezert.
Plánoval album Psycho, to však bylo později přejmenováno na Dezert. Mělo být jeho posledním albem, avšak v průběhu roku nastala změna.
Koncem roku 2018 vyšlo album s názvem Dovi Dopo.

## Začátky
Debutoval v únoru 2008, kdy mu produkci obstaral známy DJ z H16 Abe a už tehdy se začalo mluvit o novém raperovi z Petržalky. Skladba Zaplať keď si je*al se dostala na 1. místo v hitparádě na hip-hop.sk
Magyary se dostal do povědomí skladbou Som hrdý s produkcí od Smarta, na kterou byl natočen videoklip. V klipu se objevil raper Gamba a DJ Grimaso.

## Diskografie

### 8 5 1 0 1 – Nová krv EP (2008)
Tehdy jako skupina pod jménem 851 01 (Kali a Mates) vydali EP s šesti písněmi. Na EP byli hostěni Lubeck, Šipo, Elvi a tehdy neznámý Rakby. O hudební produkci se postarali Abe, Dame a Mako.

### Kali – Pod maskou je pravda (2010)
Album vyšlo v omezeném množství 1000 kusů v březnu 2010. O hudební produkci se postarali Grimaso (H16), Abe (H16), Mako, Smart, Opak, Dame, DJ Jazzy a další. Na albu byli hostěni Šipo, Zverina, Majk Spirit, Tuko, Separ, Decko, Dame, Berezin, Lubeck, Opak a Sketa.

### Kali & Lkama – Na čo čakať (2010)
Album bylo určeno ke stažení z internetu. Na albu byli hosté Kaidžas, L.u.g.e.r, Svetový hlas, Lubeck, Homo Pacientz, Sedláci a Plexo.

### Kali a PETER PANN – Koniec je nový začiatok (2012)
Album vyšlo v dubnu 2012. O hudební produkci se postaral PETER PANN. Na albu byli hostěni Suchý Pes, Jihovýchod, Šárka, Gitanas, L.u.g.e.r, Jay Diesel, Šipo a Kaidžas. Na albu se objevila bonusová skladba I Když jsi pro mě přišel II (původní skladba, tentokrát s orchestrem). Toto album mělo být původně poslední.

### Kali – Kto to povedal? (2012)
Magyary se rozhodl udělat ještě jeden mixtape, ale nahrávání mu šlo od ruky, a tak vytvořil plnohodnotné album, které ho vystřelilo do výšin slovenské rappové scény. Nikdo nevěřil, že po 5 měsících bude další album stejně dobré jako Konec je nový začátek, ale Kto to povedal? posunul úroveň ještě výš a z dvojice Kali & Peter Pann se v průběhu roku stala jednou z nejžádanějších dvojic na Slovensku. Některé z písní hrála slovenská a česká rádia. O hudební produkci se postarali PETER PANN, Grimaso, FARKI, El Murda, Stym, Hajtkovič, S3RiOUS a Tezet. Jako hosté se na albu představili Slipo, Sajmon, Tomáš Jedno a Šárka.

### Kali a PETER PANN – Užívam si to (2013)
Album vyšlo v říjnu 2013. O všechnu hudební produkci se postaral PETER PANN. Na albu hostovali: Miky Mora, Mishell, Rakby, Majself, Plexo, Don Čičo, Mišo Biely, Čistychov, Slipo a Gitanas. Stejnojmenná skladba Užívam si to se stala Kaliho nejúspěšnější (15 mil. zhlédnutí na YouTube).

### Kali a PETER PANN – NIKTO (2015)
76 minut hudby a 22 písní nabízí Kaliho album NIKTO, zprodukované PETER PANNOM. Nejslavnější skladby na albu jsou Jackpot, Mýlia sa, Amatér, Nikto a Viac to nejde. Na albu spolupracovali: Slipo, Dominika Mirgová, Hi Def, Thomas, Miky Mora, Ricco a Claudia, Eusebio, DJ MikroMan (skreče), Rob Šucha (bicí), Martez (beatbox), Peťo Bulík a Pavol Bereza (kytara).

### Kali – Zlý príklad (2016)
V pořadí sedmé sólové album vyšlo 15. března 2016. V září 2015 vydal Magyary první videosingl Dosnívané, kde přemýšlí nad důsledky slávy na osobnosti člověka. Skladba měla mimořádný úspěch a získala ocenění rádia Evropa 2. Další vydané videoklipy také predurčovali úspěch alba. Skladba Zlý príklad vytvořená ve spolupráci se Separem a Matějem Strakou také zaznamenala obrovský úspěch. Na albu byl ještě host český rapper Marpo. O hudební produkci se postarali známý i neznámí producenti: Taifun, Slavo Repaský, El Murdo, Marek Šurin, Stevie Vie, Matěj S., Tretina, Infinit, Peter Pann, Hajtkovič, EMERES a Fash Flaga. Během dvou dnů předprodeje se album stalo platinovým.

### Kali – Dezert (2017)
V létě 2016 Magyary oznámil, že připravuje album Psycho, ale později bylo album z neznámých důvodů přejmenováno na Dezert. Vyšlo 1. března 2017 a nabízí 19 skladeb. Před vydáním alba zveřejnil Kali videoklipy ke skladbám Zasa sme to, Jazda, Púšťam ťa a Čo s nimi. Na albu nechybí dobře známí hosté: Separ, Nerieš, Dame, Dawe White, Šárka, Tomáš Botló, Majk Spirit, Slipo a Majself. O hudební produkci se kromě Petra postarali Grimaso, Jeso, Stevie Vie, Palio, Taifun, El Murdo, Grizzly, Infinit a Hajtkovič.

### Kali – DOVI DOPO (2018)
V průběhu roku 2018 se Magyary rozhodl, že jeho album „Dovi Dopo“ nebude jeho posledním, ale už nebude tak aktivní.

### Kali – Lepší (2020)
Na albu je 15 skladeb a podíleli se na něm dva producenti, Peter Pann a Hoodini. Z interpretů přijali pozvání hostovat na albu Sima, Terapia, Napoleon, Claudia, Dame, Separ, Alan Murín, Pater. Poprvé se na albu objeví i Kaliho producent Peter Pann v roli rappera. O zvuk se postaral Marek Šurin. Nejúspěšnější skladby z tohoto alba jsou Oni si myslia, Nevadí, Prostredný.

### Kali - Banan (2022)
Na albu je 13 skladeb a je to 13. album v pořadí. Nejúspěšnější skladba tohoto alba je Hop Čip, která rozhýbe každého na koncertech.

### Kali - Retrostar (2023)
Toto je 14. album.